# Gouvernement Bekkaï I
Monarchie constitutionnelle
Protectorat français Bekkaï II
Le gouvernement Bekkay Ben M’barek Lahbil est le premier gouvernement marocain depuis l'indépendance en 1956. Formé le 7 décembre 1955, il est remplacé le 26 octobre 1956 par le gouvernement Bekkaï II.  

## Histoire

### Contexte

Drapeau alaouite avant le protectorat français sur le Maroc

Alors que la France était déjà présente en Afrique du Nord à partir du XIXe siècle et que la conquête de l'Algérie était toujours en cours, le sultan marocain Abd ar-Rahman ibn Hicham soutien l'émir algérien Abd el-Kader dans son jihad contre les Français. Une expédition contre le Maroc eut lieu en 1844 par le bombardement de Tanger, le bombardement puis l'occupation de Mogador puis la bataille d’Isly où les troupes marocaines furent battues et amenées à signer le traité de Tanger qui établit la paix entre les deux pays et engage le Maroc à interner Abd el-Kader. Mohammed IV du Maroc qui succéda à Abd ar-Rahman ibn Hicham concéda d'autres défaites lors de la guerre d'Afrique. Un autre traité est signé le 26 avril 1860 qui concède le nord du Maroc et l'enclave d'Ifni à l'Espagne. Hassan Ier du Maroc succèdera à Mohammed IV du Maroc qui tentera de préserver l'intégrité territoriale du pays. Abd al-Aziz du Maroc, fils de Hassan Ier du Maroc précipitera la chute du Royaume en signant en juillet 1906 le traité d'Algésiras. Il est finalement détrôné le 4 janvier 1908 par Moulay Hafid. Le sultan chérifien Moulay Hafid sera amené à signer avec le diplomate français Eugène Regnault, le 30 mars 1912 le traité de Fès stipulant la création d'un protectorat français dans l'Empire chérifien.
Le sultan Moulay Hafid abdiquera quelques mois après ce traité en faveur de Moulay Youssef. Celui-ci est le père de Mohammed V du Maroc et il meurt en 1927 et son fils Mohammed V lui succède la même année. Durant cette période beaucoup de nationalistes actifs commettent des actes de résistance notamment la pétition contre le Dahir berbère et le Manifeste de l'indépendance. En 1953, lorsque Mohammed ben Arafa est placé au trône par les autorités françaises et que Mohammed ben Youssef est envoyé en exil, de grosses émeutes ont lieu à Casablanca contre cette décision française.
Le retour de Mohammed V aura lieu en 1955 et il sera accueilli par tous les nationalistes marocains dont certains sont ministres dans le tout premier gouvernement du Maroc. La création du gouvernement Bekkaï I se fera bien avant l'arrivée de Mohammed V alors sultan et avant l'indépendance du Maroc.

### Gouvernement

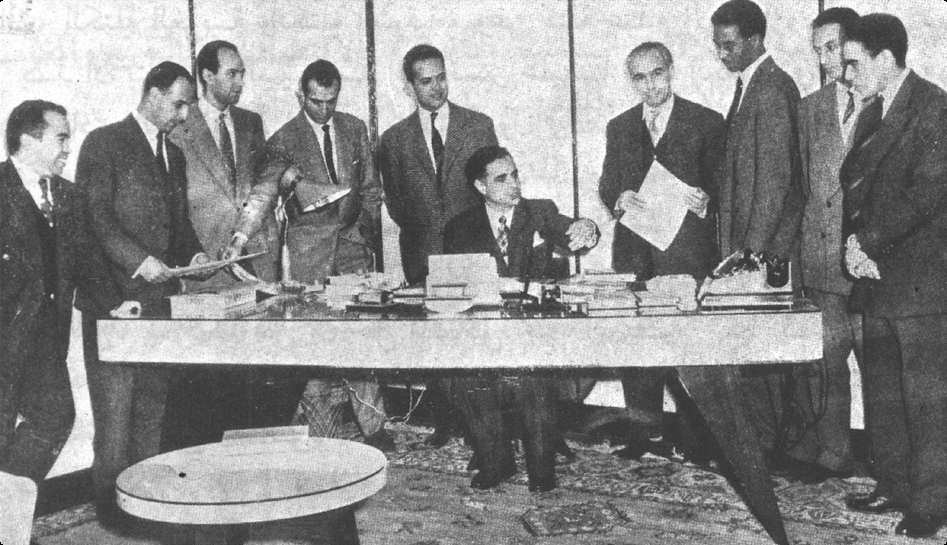
Premier ministère des Affaires étrangères. Balafrej et ses collaborateurs en 1956.

Le 7 décembre 1955 est créé le tout premier gouvernement du Maroc depuis l'indépendance par le Dahir du 7 décembre 1955. Il comportait au départ 20 portefeuilles soit le président du Conseil Mbarek Bekkai, le vice-président du Conseil Mohamed Zeghari et 18 autres ministres et secrétaires dont 4 ministres d’États que sont Driss M’hammedi, Abderrahim Bouabid, Mohamed Cherkaoui et Ahmed Réda Guédira.
Mais à partir du 26 avril 1956 soit quelques mois après la formation de ce gouvernement, un nouveau ministre se rajoute dans le gouvernement après la création du ministère des affaires étrangères par décret. Ce nouveau membre est Ahmed Balafrej qui fait partie de l'Istiqlal, premier ministre des affaires étrangères et futur chef de gouvernement. Ainsi à partir de cette date, le gouvernement Bekkaï I comportait 21 portefeuilles,.
Ce gouvernement a été créé avant la reconnaissance du Maroc par la France et l'Espagne et deux des quatre ministres d’État, qui sont Abderrahim Bouabid et Driss M’hammedi, ont été chargés des négociations avec le gouvernement français.
Parmi les ministres, dix d'entre eux sont issus du Parti de l'Istiqlal, six sont membres du Parti démocratique de l'indépendance, un fait partie du parti des libéraux indépendants et le reste soit deux autres ministres sont Indépendants. Le président du Conseil Mbarek Bekkai ainsi que le vice-président du Conseil Mohamed Zeghari ne font partie d'aucun parti politique et sont donc aussi Indépendants. Il y a donc au total plus de quatre membres ne faisant partie d'aucun parti politique dans ce gouvernement. Soit 4 membres sur 21 de ce gouvernement sont Indépendants alors que le reste des membres de ce gouvernement sont issus du Parti de l'Istiqlal, du Parti démocratique de l'indépendance et du parti des libéraux indépendants.

## Composition
|                       | Portefeuille                                                                     | Nom                         | Parti politique |
| --------------------- | -------------------------------------------------------------------------------- | --------------------------- | --------------- |
| Présidence du Conseil |                                                                                  |                             |                 |
|                       | Président du Conseil                                                             | Bekkay Ben M’barek Lahbil   | Indépendant     |
|                       | Vice-président du Conseil                                                        | Mohamed Zeghari             | Indépendant     |
| Ministres             |                                                                                  |                             |                 |
|                       | Ministre d'État                                                                  | Driss M’hammedi             | PI              |
|                       | Ministre d'État                                                                  | Abderrahim Bouabid          | PI              |
|                       | Ministre d'État                                                                  | Mohamed Cherkaoui           | PDI             |
|                       | Ministre d'État                                                                  | Ahmed Réda Guédira          | PLD             |
|                       | Ministre de l'Intérieur                                                          | Lahcen Lyoussi              | Indépendant     |
|                       | Ministre de la Justice                                                           | Abdelkrim Benjelloun Touimi | PI              |
|                       | Ministre des Affaires étrangères                                                 | Ahmed Balafrej              | PI              |
|                       | Ministre des Finances                                                            | Abdelkader Benjelloun       | PDI             |
|                       | Ministre des Habous                                                              | Mohamed Mokhtar Soussi      | PI              |
|                       | Ministre de l'Éducation nationale et des Beaux Arts                              | Mohamed Ghali El Fassi      | PI              |
|                       | Ministre des Travaux publics                                                     | Mohamed Douiri              | PI              |
|                       | Ministre de l’Agriculture                                                        | Ahmed Ben Mansour Nejjaii   | PI              |
|                       | Ministre du Commerce, de l’Artisanat, et de la Marine marchande                  | Ahmed Lyazidi               | PI              |
|                       | Ministre de la Production industrielle et des Mines                              | Thami El Ouazzani           | PDI             |
|                       | Ministre de l’Emploi et des Affaires sociales                                    | Abdelhadi Boutaleb          | PDI             |
|                       | Ministre de la Santé                                                             | Abdelmalek Faraj            | Indépendant     |
|                       | Ministre de l’Urbanisme et de l’Habitat                                          | Mohamed Ben Bouchaïb        | PDI             |
|                       | Secrétaire d’État délégué auprès du Président du Conseil Chargé de l’Information | Abdellah Ibrahim            | PI              |
|                       | Secrétaire d’État à la Jeunesse et aux Sports                                    | Ahmed Bensouda              | PDI             |